# Dolní Loučky (železniční zastávka)
Dolní Loučky jsou železniční zastávka ve stejnojmenné obci v okrese Brno-venkov na dvoukolejné elektrizované trati Brno – Havlíčkův Brod. Zastávka byla spolu s tratí otevřena 5. prosince 1953.

## Provozní informace
Zastávka má dvě bezbariérová nástupiště na vnější straně kolejí. Je též vybavena označovačem jízdenek IDS JMK. Provozuje ji Správa železnic.

## Doprava
Zastavují zde pouze osobní vlaky jezdící na trase Křižanov – Tišnov – Brno hl. n. – Židlochovice / – Hustopeče u Brna (linka S3).